# Nicolas Ager
Nicolas Ager (auch d’Agerius) (* 1568 in Ittenheim, Elsass; † 20. Juni 1634 in Straßburg) war ein elsässischer Botaniker.

## Leben
Nicolas Ager studierte in Basel, promovierte jedoch in Straßburg, wo er ab 1618 auch Professor für Medizin und Botanik wurde. Er befasste sich darüber hinaus mit Zoophyten, Fragen der Ernährung und psychischen Erkrankungen.

## Ehrungen
Die Pflanze Paederota ageria L. ist nach ihm benannt. Auch die Pflanzengattung Ageria Adans. aus der Familie der Stechpalmen (Aquifoliaceae) ist wahrscheinlich ihm zu Ehren benannt.

## Bedeutende Werke
- Theses physico-medicae de homine sano (1593)
- Disputatio de Zoophytis (1625)
- Disputatio de anima vegetativa (1629)
- De Vita et Morte und De nutritione.